# Riemann-Thomann-Modell
Das Riemann-Thomann-Modell beschreibt typische Verhaltensweisen und Handlungen eines Individuums aus der Perspektive feststellbarer Grundausrichtungen. Der Begriff „Grundausrichtung“ kann in diesem Zusammenhang vereinfacht als ganzheitlicher Zustand, bei dem sich ein Wohlgefühl für den jeweiligen Menschen einstellt bzw. dieser Wohlfühlzustand angestrebt wird, beschrieben werden.

## Entstehung und Namensgebung
Die vier Pole der Persönlichkeit stammen ursprünglich aus dem im Jahr 1961 erschienenen Werk Grundformen der Angst von Fritz Riemann, einem deutschen Psychoanalytiker, Psychologen und Psychotherapeuten. Christoph Thomann, ein Schweizer Psychologe, hat diese Persönlichkeitstypisierung Mitte der siebziger Jahre in seiner Arbeit als Paartherapeut aufgegriffen. Denn jeder Berater braucht Kategorien oder theoretische Bezugssysteme, die ihm die Besonderheiten seiner Klienten verdeutlichen. Christoph Thomann wollte den Paaren das polarisierende und eskalierende Beziehungsgeschehen plastisch darlegen und verwendete dazu Fritz Riemanns Grundformen der Angst. Gestützt darauf erklärte er seinen Klienten, was mit ihnen und in ihrem zwischenmenschlichen Dasein ablaufe. Die Klienten waren fasziniert und dankbar, denn es war für sie entlastend, dass sie in Ordnung waren, so wie sie waren. Im Laufe seiner Arbeiten mit Riemanns Modell entschloss sich Christoph Thomann, den Schwerpunkt nicht auf die verschiedenen Ängste zu legen und die Begriffe für die vier Persönlichkeiten zu entpathologisieren. So wurden aus den schizoiden, depressiven, zwanghaften und hysterischen Persönlichkeiten die vier Grundstrebungen Distanz, Nähe, Dauer und Wechsel. Mit seinen Arbeiten gelang Christoph Thomann die "Normalisierung" und die Anti-Individualisierung von Beziehungsphänomenen, die individuell und zum Teil pathologisch erscheinen können. Dieses Modell wurde nicht in Zusammenarbeit durch Riemann und Thomann erstellt, denn Riemann und Thomann haben sich weder jemals getroffen noch miteinander korrespondiert.

## Grundstrebungen des Menschen
Grundsätzlich lassen sich nach Riemann (1975) und Thomann (1988) vier gegensätzliche Grundausrichtungen des Menschen beobachten.
Alle vier Grundausrichtungen kommen bei jedem Menschen in unterschiedlicher Ausprägung vor. Aber meistens sind zwei oder manchmal nur eine dieser Ausrichtungen maßgebend für das aktuelle Empfinden und Verhalten. Diese Grundausrichtungen haben einen direkten Einfluss auf das Kommunikations- und Beziehungsverhalten.
Nachfolgend werden diese Grundausrichtungen in Reinkultur beschrieben.

### Distanzausrichtung
Folgendes ist für Menschen mit einer ausgeprägten Distanzausrichtung wichtig: Abgrenzung, Unverwechselbarkeit, Freiheit, Individualität, Eigenständigkeit, rationales Denken und Handeln („bloß kein Gefühl“). Sie wollen nicht beeinflusst werden. Sie suchen den Abstand und scheinen erst einmal niemanden zu brauchen. Sie wirken oft kühl und unnahbar. Die Vernunft ist ihnen sehr wichtig.
Erst wenn ihnen in einer Beziehung zu anderen ein hohes Maß an Freiheit und Rückzugsmöglichkeiten garantiert wird, lassen sie sich auf Gefühle und Nähe ein. Sie wollen nicht auf fremde Hilfe angewiesen sein und wirken oft bindungsängstlich und/oder unbeholfen im emotionalen Bereich.

### Näheausrichtung
Menschen mit hauptsächlich dieser Ausrichtung wollen und brauchen genau das Gegenteil von dem, was Distanzmenschen brauchen: Nähe zu anderen Menschen, Bindung, Zuneigung, Vertrauen, Sympathie, Mitmenschlichkeit, Geborgenheit, Zärtlichkeit und Harmonie. Sie brauchen Wärme, Bestätigung, sind selbstlos bis zur Selbstaufgabe, haben soziale Interessen, können sich leicht mit anderen identifizieren und sich selbst vergessen. "Nähemenschen" sind kontaktfähig, teambereit, ausgleichend, akzeptierend und verständnisvoll.
Sie neigen aber auch zu Abhängigkeit, da sie ungern alleine sind. Sie haben eine Opfermentalität und sind aggressionsgehemmt.

### Dauerausrichtung
Für Menschen mit einer größeren Dauerausrichtung sind folgende Werte von größter Wichtigkeit: Zuverlässigkeit, Pünktlichkeit, Sparsamkeit, Wille, Verantwortung, Planung, Vorsicht, Kontrolle, Ziele, Gesetze, Kontinuität, Notwendigkeit, Verbindlichkeit, Treue, Grundsätze, Regeln, Analysieren, Stabilität, Pflicht, Dauerhaftigkeit, Konsequenzen.
"Dauermenschen" sind sehr verlässlich, systematisch, gründlich, ordentlich, sie haben Organisationstalent und sind prinzipientreu. Sie neigen aber auch dazu, manchmal langweilig, unflexibel, pedantisch und stur zu sein.

### Wechselausrichtung
Für Menschen mit dieser Grundausrichtung steht alles Neue und ständig Wechselnde im Vordergrund. Sie sind das Gegenteil der so genannten Dauermenschen. Alles, was mit Leidenschaften, Reizen, Rausch und Phantasie zu tun hat, ist für sie sehr wichtig. Sie suchen den Genuss, Charme, Kreativität, Temperament, Suggestion, Spontaneität, Risiko, Ideenreichtum, Dramatik und Begehren. Diese Menschen sind neugierig, wünschen, suchen, lernen und leben gerne. Sie sind kreativ, einfallsreich, spontan und unterhaltsam. Sie können aber auch unzuverlässig, chaotisch, theatralisch, egozentrisch, geschwätzig und unsystematisch sein.

## Zuordnung der vier Grundausrichtungen

Darstellung nach Riemann/Thomann im Koordinatenkreuz, Ausrichtung: Dauer-Nähe

Die vier Grundausrichtungen lassen sich in ein Koordinatenkreuz einbinden. Es gibt dabei eine Raum- und eine Zeitachse. Die Zeitachse ist die Senkrechte mit den beiden Extremen Dauer und Wechsel. Die Raumachse ist die Waagrechte mit den Extremen von Distanz und Nähe. Raum und Zeit sind also die Kriterien, in denen Menschen sich im Umgang miteinander unterscheiden.
Jeder Mensch hat nicht nur eine Grundausrichtung, sondern ein Gemisch aus allen. Dabei kann er in jeder Grundausrichtung einen Wert von 0 % bis 100 % haben, auch wenn die Extremwerte kaum je zutreffen werden. Und die jeweilige Summe auf den beiden Achsen Raum (Nähe-Distanz) und Zeit (Dauer-Wechsel) muss keineswegs 100 % ergeben, sondern kann darüber oder darunter liegen. Aber jeder Mensch besitzt Schwerpunkte. Dadurch geschieht es, dass Heimatgebiete größer oder kleiner sein können. Ein größeres Heimatgebiet bedeutet, dass er mehr Möglichkeiten des Verhaltens und der Einfühlung besitzt und kleiner heißt, dass er weniger Möglichkeiten hat und berechenbarer ist. Persönliche Entwicklung bedeutet nicht sein Gebiet verschieben, sondern es erweitern bzw. zu vergrößern.
Dieses Heimatgebiet hat dann auch eine Mitte, welche durch den Persönlichkeitsschwerpunkt repräsentiert wird. Es ist sehr schwer, seine eigene Ausrichtung selbst zu bestimmen, da jede Grundrichtung durch gegebene Situationen und das Verhalten von anderen Menschen beeinflusst ist. Wenn man allerdings versucht sich selbst einzuordnen, sollte man sich vor Augen halten, dass alle Grundrichtungen gleich zu werten sind. Es gibt in diesem Modell kein „gut“ oder „schlecht“, sondern prinzipiell ein „gleichwertig“. Jeder Mensch kann alle vier Möglichkeiten erleben und leben, falls und wenn die Konstellation entsprechend eine Rolle/Reaktionsweise anbietet, erfordert oder ihn hineindrängt. 
Das Riemann-Thomann Modell ist ja nicht eine Typologie von Menschencharakteren, sondern eigentlich ein Faktoren-/Vektorenfeld von Reaktionsweisen im Konflikt. Das mit dem Heimatgebiet ist also letztlich nur die Summe der häufigsten/liebsten/bösesten Erfahrungen in Beziehungen und allenfalls die bekannten persönlich möglichen Rückzugsmöglichkeiten in Konfliktkonstellationen, die man als Individuum schon mal präventiv und "gewohnheits- und bequemlichkeitsmässig" einnimmt.

## Grundausrichtungen in der Arbeitssituation
Die vier Grundausrichtungen wirken sich nicht nur im Privatbereich aus, sondern auch in der Arbeitssituation, zum Beispiel beim Verkaufsgespräch. Entsprechend seinen Grundtendenzen hat jeder Mensch auch seinen dazu passenden Kommunikationsstil (siehe auch Nachrichtenquadrat nach Friedemann Schulz von Thun).
In der Arbeitswelt sind die offiziellen Werte in Unternehmen meist im Dauer-Distanz-Bereich angesiedelt: Gefordert sind Rollenerfüllung, Zuverlässigkeit, Pünktlichkeit, persönliche Distanz, Sicherheit und Ordnung, Genauigkeit und Seriosität, also alles sehr sachbezogen. Dies betrifft häufig auch die Bewertung von Mitarbeitern und Führungskräften.

## Kritik
Das Modell basiert im Grundsatz auf dem 1961 erschienenen Konzept von Fritz Riemann. Die psychoanalytische Diagnostik hat aber seither große Fortschritte gemacht und neue Kategorien von Störungen entwickelt wie etwa Borderline oder Narzissmus.
Das Modell ist kein Persönlichkeits-Typologien-Modell für professionelle Psychotherapeuten, sondern eher für Konflikt-Klärungs-Helfer als ein systemisches Konflikt-Reaktions- und Konflikt-Eskalations-Modell. Und hierfür leisten die bewährten vier „Himmelsrichtungen der Seele“, wie Friedemann Schulz von Thun die Grundausrichtungen genannt hat, ungebrochen ihren Dienst.
Das Riemann-Thomann-Modell ist simpel mit seiner Beschränkung auf vier Typen, das Leben ist bunter. Jedes Modell dient dazu, die Komplexität der Wirklichkeit bis zur Verständlichkeit zu reduzieren.
Schließlich ließe sich monieren, das Riemann-Thomann-Modell katalogisiere und schubladisiere die Menschen. Einerseits gilt dies für jede Typologisierung und andererseits ging es Christoph Thomann nicht um eine Typologie von Menschencharakteren, sondern um ein Faktoren-/Vektorenfeld von Reaktionsweisen im Konflikt. Er wollte nicht in erster Linie einzelne Menschen diagnostizieren, sondern zwischenmenschliche Polarisierungen und Eskalationen erklären und damit die Verhärtungen im Konflikt auflösen, und zwar dadurch, dass der jeweils Eine Verhalten und Motivation des Anderen besser als Reaktion auf ihn selber zu sehen vermag. Das Riemann-Thomann-Modell wird bis heute in Teamentwicklung und Coaching mit großem Nutzen eingesetzt.

## Typologie
Der Ansatz, Menschen mit ihrer unterschiedlichen Wesensart verschiedenen Typologiegruppen zuzuordnen, reicht bis in die Antike zurück. So haben bereits Galen und Paracelsus versucht, die unübersehbare Fülle menschlicher Individualitäten in der so genannten Temperamentenlehre zu ordnen. In den vergangenen Jahrhunderten wurde die Typenlehre immer wieder aufgegriffen, neu belebt und weiterentwickelt. So haben auch Goethe, Schiller und Nietzsche einen Beitrag zu deren Popularität in ihrer Zeit geleistet. Vorreiter der neuzeitlichen Modelle war der bekannte Psychologe Carl Gustav Jung.
Fasst man im Riemann-Thomann-Modell die Gemeinsamkeiten der Menschen bezogen auf Verhalten und wahrnehmbare Wirkung in den jeweiligen Grundausrichtungen in Gruppen zusammen, so ergeben sich daraus bestimmte Typen mit ihren typbedingten Eigenarten. Nimmt man nun alle sich ergebenden Typen zusammen, so lassen sich diese systematisch in einer Typologie darstellen. Siehe auch Typenlehre nach Fritz Riemann. 
Gerade im Bereich Alltag und Wirtschaft lassen sich gut Typologien bilden. Auf Basis des Riemann-Thomann-Modells wurde beispielsweise die Kundentypologie nach Lorenz entwickelt. Sie befasst sich mit dem typischen Kommunikationsverhalten, den Bedürfnissen und Motiven bei Kaufentscheidungsprozessen von Kunden, insbesondere im persönlichen Kontakt mit Verkäufern (siehe Vertrieb).